# 和平路街道 (镇江市)
和平路街道是中华人民共和国江苏省鎮江市润州区下辖的一个街道。
1980年代时，润州区境内尚未设置街道。1992年时，和平路街道为润州区下属的四个街道之一。1998年1月，渔业乡更名为金江乡。2001年3月，润州区调整行政区划，撤销金江乡，行政区并入和平路街道。2007年时，和平路街道下辖5个行政村，10个社区:29—30。

## 行政区划
和平路街道下辖以下地区：
桃园第一社区、桃园第二社区、一泉社区、金山社区、琴园巷社区、牌湾社区、三茅宫第一社区、三茅宫第二社区、金江社区、谏壁社区、金泉社区、征润州社区、金西社区、金江村、长江村和金山村。